# Gillertjärnen (Bräcke socken, Jämtland, 695665-150145)
Gillertjärnen är en sjö i Bräcke kommun i Jämtland och ingår i Ljungans huvudavrinningsområde. Sjön har en area på 0,0892 kvadratkilometer och ligger 352,1 meter över havet.

## Delavrinningsområde
Gillertjärnen ingår i det delavrinningsområde (695789-150102) som SMHI kallar för Mynnar i Ovån. Medelhöjden är 349 meter över havet och ytan är 12,05 kvadratkilometer. Räknas de 5 avrinningsområdena uppströms in blir den ackumulerade arean 51,01 kvadratkilometer. Räggån som avvattnar avrinningsområdet har biflödesordning 5, vilket innebär att vattnet flödar genom totalt 5 vattendrag innan det når havet efter 170 kilometer. Avrinningsområdet består mestadels av skog (87 procent). Avrinningsområdet har 0,08 kvadratkilometer vattenytor vilket ger det en sjöprocent på 0,6 procent.